# Caraipa richardiana
Caraipa richardiana är en tvåhjärtbladig växtart som beskrevs av Jacques Cambessèdes. Caraipa richardiana ingår i släktet Caraipa och familjen Calophyllaceae. Inga underarter finns listade i Catalogue of Life.